# J. Harrison Ghee
J. Harrison Ghee (Fayetteville, 16 giugno 1989) è un attore statunitense.

## Biografia
Nato e cresciuto nella Carolina del Nord, J. Harrison Ghee ha studiato recitazione all'American Musical and Dramatic Academy. Dopo gli studi ha lavorato a Tokyo Disneyland e in questo periodo ha sviluppato il suo alter ego, la drag queen Crystal Demure.
Attivo in campo teatrale e televisivo, nel 2017 ha esordito a Broadway interpretando la protagonista Lola nel musical Kinky Boots di Cyndi Lauper. Successivamente ha recitato ancora a Broadway nel 2021 nel musical Mrs. Doubtfire e nel 2022 in Some Like It Hot, in cui recitava nel ruolo interpretato da Jack Lemmon nel film originale. Per la sua interpretazione in Some Like It Hot, Ghee ha vinto l'Outer Critics Circle Award, il Drama Desk Award e il Tony Award al miglior attore protagonista in un musical nel 2023 e, per l'incisione discografica dello show, ha vinto il Grammy Award al miglior album di un musical teatrale nel 2024.
Dichiaratamente pansessuale e di genere non-binario, Ghee usa i pronomi neutri they/them.

## Filmografia parziale

### Televisione
- High Maintenance - serie TV, episodio 2x2 (2018)
- Dion (Raising Dion) - serie TV, 7 episodi (2019)

## Teatro
- Kinky Boots, libretto di Harvey Fierstein, colonna sonora di Cyndi Lauper. Al Hirschfeld Theatre di Broadway (2017-2019)
- Mrs. Doubtfire, libretto di Karey Kirkpatrick e John O'Farrell, colonna sonora di Karey e Wayne Kirkpatrick. Stephen Sondheim Theatre di Broadway (2021-2022)
- Some Like It Hot, libretto di Matthew Lopez, Scott Wittman e Amber Ruffin, colonna sonora di Marc Shaiman. Shubert Theatre di Broadway (2022-2023)
- Midnight in the Garden of Good and Evil, libretto di Taylor Mac, colonna sonora di Jason Robert Brown. Goodman Theatre di Chicago (2024)
- Once Upon a Mattress, libretto di Jay Thompson, Dean Fuller, Marshall Barer e Marshall Barer, colonna sonora di Mary Rodgers. New York City Center di New York (2024)

## Riconoscimenti
- Tony Award
  - 2023 - Miglior attore protagonista in un musical per Some Like It Hot
- Drama Desk Award
  - 2023 - Miglior performance da protagonista in un musical per Some Like It Hot
- Drama League Award
  - 2023 - Candidatura per la miglior performance per Some Like It Hot
- Grammy Award
  - 2024 - Miglior album di un musical teatrale per Some Like It Hot
- Outer Critics Circle Award
  - 2023 - Miglior interpretazione in un ruolo da protagonista per Some Like It Hot